# رود خمچیک
رود کمچیک (انگلیسی: Khemchik) یک رودخانه در استان تووای کشور روسیه است.